# AVIC International
AVIC International Holding Corporation (сокращённо AVIC International) (кит. 中国航空技术国际控股有限公司）— одна из крупнейших китайских торговых компаний, в основном, специализирующаяся на авиационной промышленности. Входит в состав государственной Авиастроительной корпорации Китая (AVIC).
Создана в 2008 году при слиянии Китайской национальной аэрокосмической импортно-экспортной корпорации (CATIC) (основана в 1979) и ещё двух компаний.
Помимо авиационной промышленности занимается торговыми операциями, недвижимостью, инвестициями в промышленность.
Имеет представительства и дочерние компании по всему миру, в том числе представительство в России.